# Wilhelm von Thumbshirn
Wilhelm von Thumbshirn († 3. September 1551 in Zwickau) war ein kursächsischer Oberst und Akteur im Schmalkaldischen Krieg.

## Leben

### Familie
Wilhelm war ein Angehöriger des sächsischen Adelsgeschlechts der Herren von Thumbshirn. Seine Eltern waren Paul von Thumbshirn, Erbherr auf Rolla und Denitz, gräflich Schlickscher Rat und Hauptmann zu Elbogen, und Margarethe von Königsfeld. Er vermählte sich mit Margaretha von Könneritz und hatte mit ihr einen Sohn Abraham von Thumbshirn (1535–1593). Dieser war Erbherr auf Frankenhausen, seit 1568 auch auf Ponitz mit Hainichen, Schönhain, Kauritz, Rausdorf, Tautenhain, Gieba, Köthel, Gablenz und Waldsachsen, schließlich auch auf Kaufungen bei Glauchau und Bräunsdorf, Rat von Kurfürst August von Sachsen und Hofmeister der Kurfürstin Anna von Sachsen. Er hatte zahlreiche Nachkommen aus drei Ehen mit Eva von Ende, Barbara von Breitenbach und Christine von Pflug. Wolfgang Conrad von Thumbshirn (1604–1667), fürstlich sachsen-altenburgischer Kanzler, war ein Enkel des Abraham von Thumbshirn und Urenkel des Wilhelm von Thumbshirn.

### Werdegang
Thumbshirn stand zunächst unter Karl V. in kaiserlichen Militärdiensten und nahm als Hauptmann am Italienfeldzug, 1525 der Schlacht bei Pavia und 1527 der Eroberung Roms teil.
Nach der Gründung des schmalkaldischen Bundes wechselte Thumbshirn in die Dienste des Kurfürsten Johann Friedrich von Sachsen. Mit seines neuen Dienstherrn Schwager, Herzog Wilhelm von Jülich und Geldern, nahm er als Oberst am Feldzug gegen Karl V. und der siegreichen Schlacht bei Sittard 1543 teil. 
Ebenfalls 1543, nachdem er nach Kursachsen zurückgekehrt war, erwarb Thumbshirn in Folge der Säkularisation das Klostergut Frankenhausen des dortigen Nonnenklosters und war 1545 Amtmann zu Werdau. 1547 nahm er an der erfolglosen Belagerung Leipzigs teil, wobei er beinahe in Gefangenschaft geriet, konnte aber dafür im April selben Jahres Chemnitz für seinen Kurfürsten einnehmen und triumphierte schließlich im Mai vor Drakenburg, wo er nach Vereinigung seiner Truppen mit denen von Johann von Heydeck zugeführten, die kaiserlichen unter dem Herzog von Braunschweig vernichtend schlug. In der Schlacht bei Mühlberg unterlag er jedoch und wurde mit seinem Kurfürsten gefangen genommen. Im Gegensatz zu seinem Dienstherren war er jedoch von der anschließenden Amnestie ausgeschlossen. Er verbrachte daraufhin einige Jahre im Exil, söhnte sich jedoch später mit dem Kaiser aus und kehrte nach Kursachsen zurück.
Sowohl nach seinem Erfolg bei Sittard als auch nach Drakenburg ließ er unmittelbar Münzen prägen:
1. Sittard → eine goldene Gedenkmünze in Triangelform, vorderseitig das kursächsische Wappen, rückseitig die Worte: Am Osterabend 1543 sind die Burgundischen durch Wilhelm Thumbshirn, den Geldrischen Obristen, vor Sittard geschlagen, und hier das Feld erobert worden, laus deo.
2. Drakenburg → eine goldene Münze, Vorderseitig die Schlacht, rückseitig die Worte: Durch die Kraft des Lammes Gottes sind die Feinde bei Drachenburg geschlagen, Montags nach Exaudi 1547. Gott allein die Ehre! Als Wilhelm Thumbshirn dieselbe Zeit Obrister war